# 구러성
구러성(만주어: ᡤᡠᡵᡝ ᡳ ᡥᠣᡨᠣᠨ gure i hoton, 古勒城)은 중국 요녕성(遼寧省) 무순시(撫順市) 신빈만족자치현(新賓滿族自治縣) 상협하진(上夾河鎭) 고루촌(古樓村)에 있었던 여진(女眞)의 성채이다. 만주어로는 '구러 이 호톤(gure i hoton)'이라고 표기되는데, 이는 '구러의 성채'라는 뜻이다. 한자로는 '고륵성(古勒城)'(『유변기략(柳邊紀略)』, 『대청태조고황제실록(大淸太祖高皇帝實錄)』), '고렬성(古哷城)'(『만주원류고(滿洲源流考)』), '고날성(古埒城)'(『만주실록(滿洲實錄)』) 등으로 음차되어 표기되어 왔다. 여기에서는 만주어 고유지명 '구러'와 한국어 '성(城)'을 합쳐 '구러성'으로 표기한다. 청(淸) 태조(太祖) 누르하치(努爾哈赤)의 조부 기오창가(覺昌安)가 요동총병관(遼東總兵官) 이성량(李成梁)이 거느린 명(明)의 관군에게 오인살해된 곳이었다.

## 역사
구러는 사르후(Sarhu, 薩爾滸)를 지나 무순(撫順)에 이르는 가도 위에 있으며, 산 사이를 북으로 훈허(Hunehe, 渾河) 유역을 지나 전진하면 하다(Hada, 哈達)와 여허(Yehe, 葉赫)에 이르는 요충지이다. 구러의 성은 원래 명 가정(嘉靖) 후기부터 만력(萬曆) 초기에 이르러 건주여진(建州女眞)에서 패자를 칭하였던 건주우위도지휘사(建州右衛都指揮使) 왕고(王杲)가 거처하는 성이었다. 만력 2년(1574) 구러성은 이성량(李成梁) 등의 토벌에 의해 다수의 사망자가 나왔고, 만력3년(1575), 왕고는 명 조정에 소환되어 처형되었다.

그후 아들 아타이(Atai, 阿台)가 성에 거하였지만, 만력11년(1583) 재차 이성량이 거느리는 명군으로부터 공격을 받아 아타이는 살해되었으며 성도 화공을 입어 함락되었다. 이 전투에는 기오창가와 아들 탁시(Taksi, 塔克世)가 명군의 선도 역할을 맡았으나, 명군의 오인으로 부자가 사망하였다. 이 일은 후에 탁시의 아들이자 후금/청의 건국자 태조 누르하치(Nurhaci, 努爾哈赤)가 봉기한 계기가 되었다. 누르하치는 명 정벌을 결의한 당시 이른바 '칠대한(七大恨)' 가운데 첫번째 조항을 '명이 까닭 없이 변방에서 사단을 일으켜 우리 할아버지와 아버지를 살해하였다(明無端起釁邊陲害我祖父)'고 하면서 명을 비난했다. 만력21년(1593) 건주부를 통일하고 만주국(滿洲國), 만주어로는 만주구룬(manju gurun)의 수립을 이룬 누르하치는 이전에 성이 있는 구러산(gure i alin, 古勒山)에서 여허의 나림불루(Narimbulu, 納林布祿) 등이 거느린 구부(九部) 연합군과 전투를 벌여 대승리를 거둔 일로 인해, 만주의 위엄이 여진 사회 전체에 미치게 되었다.

## 조사
구러성은 왕고와 아타이 두 부자가 거처한 성이었으면서도, 기오창가와 탁시 두 부자가 횡사한 땅이기도 하며, 또한 이것이 계기가 되어 누르하치가 거병하여 만주국이 수립되었기에, 일찍부터 학계의 주목을 받아온 곳이다.
구러성을 시작으로 실지조사한 사람은 일본의 다카하시 고시로(高橋匡四郎)로, 그는 1941년 「蘇子河流域に於ける高句驪と後女眞の遺跡」(滿洲帝國協和會建國大學分會出版部刊)이라는 논문에서 '오륵성지(吳勒城址)' 즉 구러성지에 대하여 소개하였다. 논문에 의하면, 서쪽의 사르후에서 고루촌(鼓樓村)으로 가서 노인들에게 구러성 위치를 물었지만 아무도 이를 몰랐으며, 마침내 고루촌 동쪽 입구 소자하(蘇子河) 북안에서 산채(山塞)의 흔적을 발견했다고 한다.
또한 그보다 이른 1906년에는 나이토 코난(内藤湖南)도 구러를 방문, 자신의 사진첩인 『만주사진첩(滿洲寫眞帖)』에 '고루부근(古樓附近)'이라는 제목의 흑백사진을 한 장을 수록했으나, 어디까지나 이는 통과지점으로서 기록한 것에 불과하였을 뿐, 실지조사는 하지 않은 것으로 보인다.

이후 간다 노부오(神田信夫) 역시 1987년에 현지 실지조사를 실시, 「後金国の山城・都城の研究」라는 논문으로 당시 모습을 소개한 바 있다. 이에 의하면, 당시 구러성지는 소나무 숲이었으며, 한쪽에서는 잡초가 무성하게 자라고 동쪽에는 다카하시가 보았다고 하는 성문터로 보이는 유구와 약간의 돌담이 남아있었다고 한다.
왕고 부자가 명군에 살해된 두 전투와 누르하치가 구부 연합군을 격파한 전투에서, 구러 인근에 샤지성(šaji hoton, 沙濟城)과 허지거성(hejige hoton, 黑濟格城)이 있었다는 것이 확실해졌다. 2005년 현지조사를 실시한 중국인 연구자 청즈(承志)(현 오오테몬가쿠인대학 교수)와 스기야마 기요히코(杉山清彦)(현 도쿄대학 교수)의 보고서에 의하면, 고루촌에는 현재 성터 세 곳이 확인되며, 샤지, 허지거, 구러 각각이 전체 중 하나에 해당한다고 하였다.

### 용두산성지
협하(夾河) 좌안, 협하와 소자하 합류지점 부근에 용두산(龍頭山)이라는 평평한 산지가 있으며, 이 산 위에 용두산성지(龍頭山城址)가 있다. 유래는 말 그대로 서쪽을 향한 용머리로 보이는 것이라고 한다. 성지는 북쪽과 서쪽에 각각 협하와 소자하가 접하고 있으며, 동남쪽에만 산기슭이 이어지는 천연 요새이다. 스기야마 등 조사단은 이 성지를 구러성으로 비정하였지만 『고찰기실(考察紀實)』은 이 성지를 허지거성으로 비정하고 있다.

### 천교령성지
소자하가 협하와 합류하여 서쪽으로 향하는 것을 바꾸는 지점 바로 가까이에 우뚝 솟은 조금 높은 구릉은 천교령(天橋嶺)이라고 하며, 고루촌 입구에 있다. 현재는 남쪽 기슭을 깎아 차도를 뚫었지만, 원래 북쪽에 현도고도(玄菟古道)가 있었다. 이 구릉 위에 토루와 물 마른 해자로 방어를 굳건하게 한 성채가 있다. 이것이 천교령성지이다. 구러성은 '삼면이 우뚝 솟음(三面屹立)'이라고 형용되며 그점애서 세 성지 모두 해당하지만, 『고찰기실(考察紀實)』은 천교령의 험준함을 통해 천교령성지를 구러성으로 비정하였다. 그러나 이 책의 부주편(副主編) 장덕옥(張德玉)이 단독으로 발표한 「新宾清前遗迹考察紀实」과 왕결(王潔)의 「古勒城新考」에서는 용두산성지를 구러성, 천교령성지를 허지거성으로 비정하고 있다.

### 영풍각성지
고루촌 집락의 정북쪽에 솟아있는 급경사 구릉은 산 위에 전대하는 고묘(古廟)로부터 영풍각산(迎風閣山)이라 부른다. 산에 있는 영풍각성지(迎風閣城址)는 사이에 마을이 있기 때문에 소자하로부터 거리가 좀 있지만 바로 아래로 강을 바라볼 수 있다. 역사적으로 샤지성은 비교적 간단하게 함락되었으며 유구로 인정되는 방오 시설이 빈약하다는 점에서 『고찰실기(考察紀實)』는 이 성지를 샤지성으로 비정하였다. 이 성지보다 서북쪽에는 서적산성지(西敵山城址)라는 제4성지가 발견되어 있지만 왕결은 이를 구러로 보는 것에 대하여 부정적이다.

## 참고 문헌

### 서적
- 白鳥庫吉 監修, 松井等, 箭内亙, 稻葉岩吉 撰『滿洲歷史地理』巻2, 南満洲鉄道株式会社 (大正3年1914)

### 논문
- 『明治大学人文科学研究所年報』巻30 (1989) 神田 信夫「後金国の山城・都城の研究」
- 『満族史研究』号5 (2006) 承 志, 杉山 清彦「明末清初期マンジュ・フルン史蹟調査報告 - 2005年遼寧・吉林踏査行」

### 홈페이지
- 「明末清初期満洲史蹟調査（於中国遼寧省・吉林省）」＊ 承・杉山の上の論文に掲載の写真が一部カラーでみられる。